# Liran
Liran (indonesiano: Pulau Liran) è una piccola isola dell'Indonesia (provincia di Maluku), situata nel Mar di Banda, poco al largo della costa sud-ovest di Wetar. È una delle isole più occidentali dell'arcipelago Barat Daya. A sud-ovest di Liran giace Atauro.
È circondata da barriere coralline.

## Popolazione
Sull'isola sono presenti un esiguo numero di abitanti, che parlano wetarese. Essi vivono principalmente in un piccolo villaggio nella punta meridionale dell'isola, dove è presente anche un faro.